# Château de Yokote
Le château de Yokote (横手城, Yokote-jō) était un château japonais situé à Yokote, dans la préfecture d'Akita. Il a aussi été appelé château d'Asakura (朝倉城) ou château d'Azakura (阿櫻城). Le château a été détruit à la fin du XIXe siècle lors de la guerre de Boshin. 

## Histoire
Le château a été construit au milieu du XVIe siècle par le clan Onodera. Le clan dirigea le château jusqu'à la bataille de Sekigahara en 1600 et il fut remplacé par le clan Satake. Pendant l'époque d'Edo, le château changea plusieurs fois de mains entre les clans Date, Suda et Tomura. Lors de la guerre de Boshin, les armées de l'Ōuetsu Reppan Dōmei attaquèrent le château de Yokote, où Yoshitoshi Tomura était barricadé, et le château tomba et brûla dans la soirée du 11 août 1868. Le château est définitivement abandonné en 1871.
Aujourd'hui le site du château a été transformé en parc municipal. Le festival de la neige de Yokote s'y déroule chaque année en février. Les matériaux restants du château ont servi à construire le sanctuaire Akita en 1879, et en 1965, un donjon a été construit pour servir de musée et de plateforme d'observation. Il n'a cependant pas de réalité historique puisque le château original n'avait pas de donjon.

## Galerie

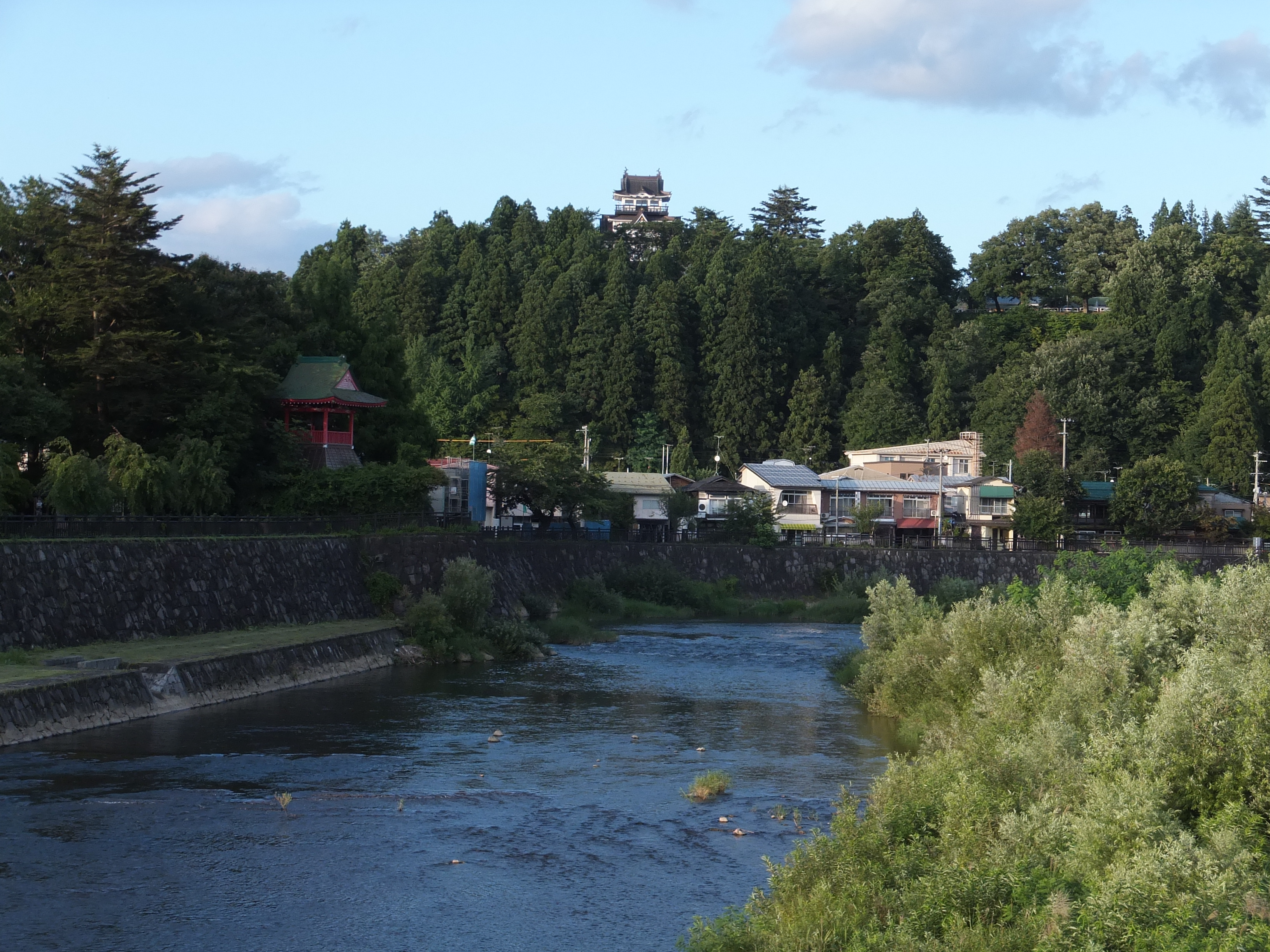
Site du château de Yokote.
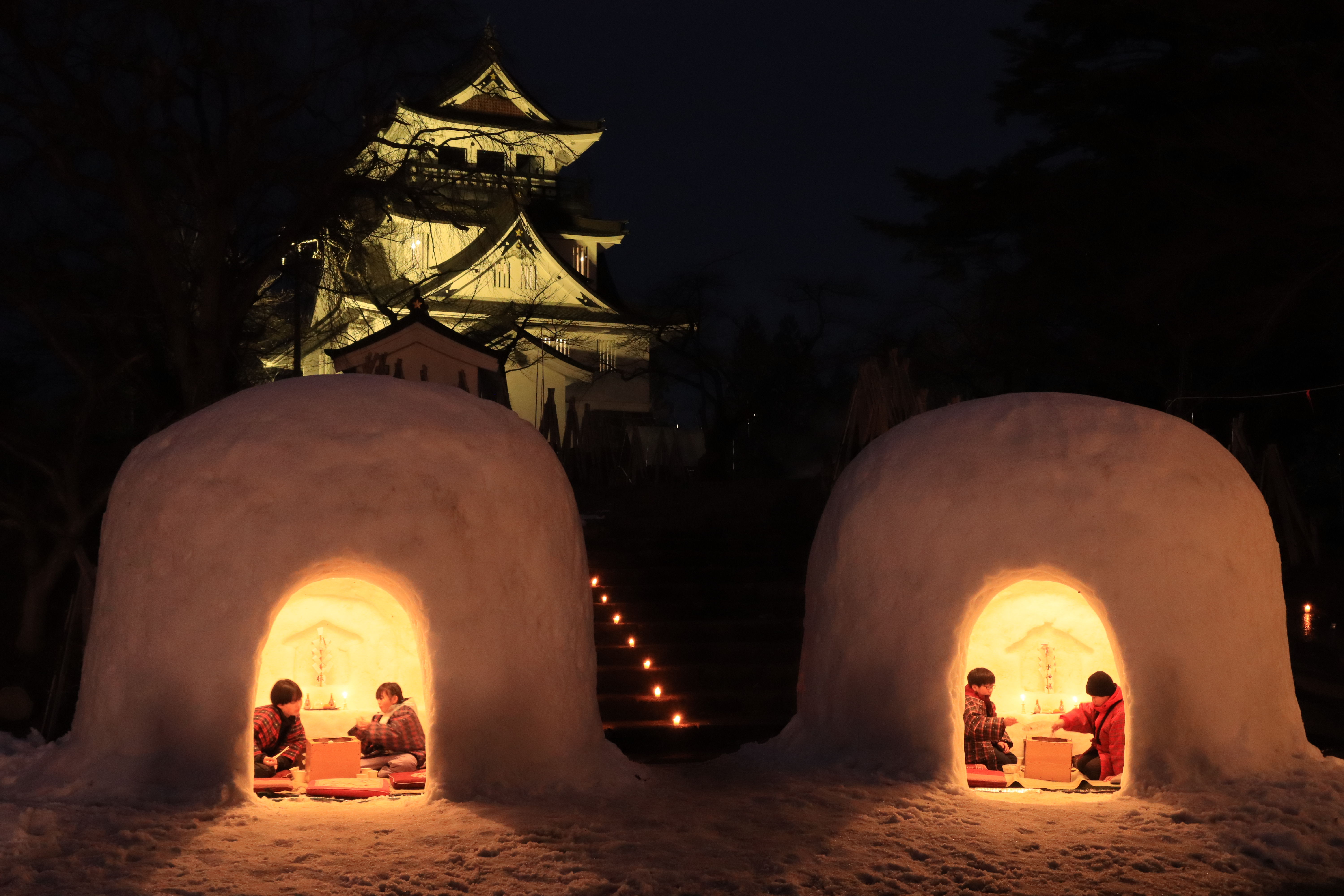
Festival de la neige de Yokote.
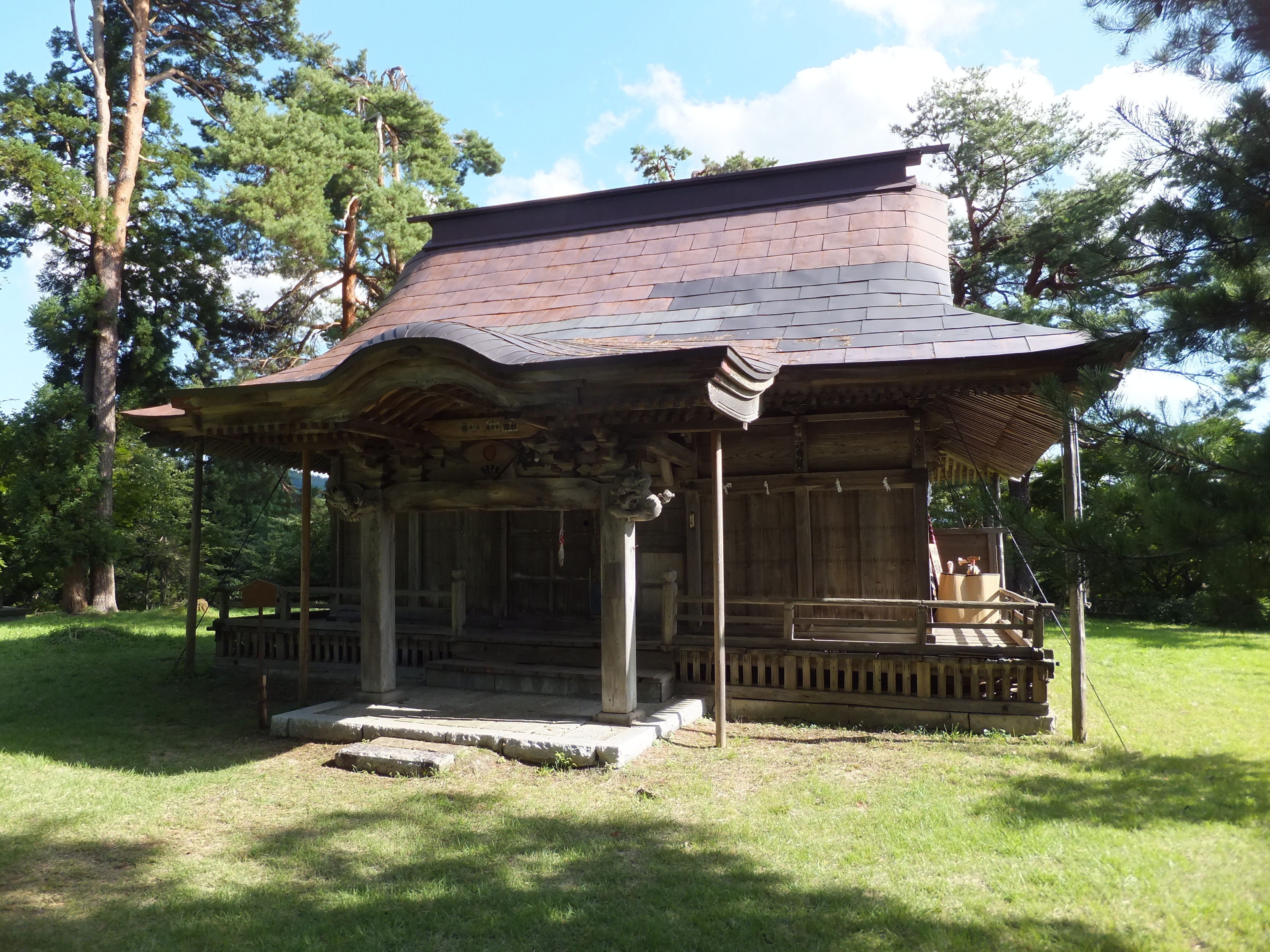
Sanctuaire Akita.